# The Biscuit Eater
The Biscuit Eater (br: Cachorro Vira-Lata) é um filme estadunidense de 1940, do gênero drama familiar, dirigido por Stuart Heisler e estrelado por Billy Lee e Cordell Hickman. Estreia na direção do montador Heisler, o filme foi a grande surpresa do ano, em termos de bilheteria.
Refilmado em 1972 pelos Estúdios Disney.

## Sinopse
Dois garotos, Lonnie e Text, treinam um cão de caça, a que deram o nome de Promise ("Promessa"), para as provas de campo anuais em uma comunidade rural do estado norteamericano da Geórgia. O que eles não sabem é que o pai de Lonnie, que é treinador de cães, perderá o emprego se seu campeão, Georgia Boy, não vencer a disputa. Isso eles descobrem somente quando Promise está a pique de levar o prêmio, à frente de Georgia Boy, único competidor remanescente. Agora, eles têm de tomar uma decisão.

## Elenco
| Ator/Atriz              | Personagem     |
| ----------------------- | -------------- |
| Billy Lee               | Lonnie McNeil  |
| Cordell Hickman         | Text Lee       |
| Richard Lane            | Harvey McNeil  |
| Lester Matthews         | Senhor Ames    |
| Helene Millard          | Senhora McNeil |
| Fred "Snowflake" Toones | Sermon         |

## Principais premiações e indicações
| Prêmio                   | Indicação    |
| ------------------------ | ------------ |
| National Board of Review | Melhor Filme |